# Fred Tatasciore
Fred Tatasciore (Nueva York, 15 de junio de 1968) es un actor de voz estadounidense, reconocido por aportar su voz en una gran cantidad de películas animadas, series de televisión y videojuegos. Entre sus personajes más destacados se encuentran Sam Bigotes, Gossamer, Pepe Pótamo, Reddy, Coyote Droop-a-Long, Leoncio el León, Tortuga D' Artagnan y Hulk. También prestó su voz para el Tank en Left 4 Dead 1 y 2. Dato curioso, el Tank está fuertemente inspirado en Hulk.

## Filmografía

### Animación
| Año           | Título                                         | Papel                                              |
| ------------- | ---------------------------------------------- | -------------------------------------------------- |
| 1999-presente | Family Guy                                     | Voces adicionales                                  |
| 2001          | Constant Payne                                 | Welton Payne-Smythe, Skyjacker                     |
| 2001-2004     | Invader Zim                                    | Lard-Nar, voces adicionales                        |
| 2003-2005     | What's New, Scooby-Doo?                        | Varias voces                                       |
| 2004          | Harvey Birdman, Attorney at Law                | Nikos, Abogado                                     |
| 2004          | ¡Mucha Lucha!                                  | Rudo Claws, Santo Claus, MC Goatlover              |
| 2005          | Star Wars: Clone Wars                          | Qui-Gon Jinn, Oppo Rancisis                        |
| 2005-2007     | The Grim Adventures of Billy and Mandy         | Voces adicionales                                  |
| 2005-presente | Robot Chicken                                  | Varias voces                                       |
| 2005-2015     | American Dad!                                  | Voces adicionales                                  |
| 2005-2007     | Winx Club                                      | Per Degaton                                        |
| 2005          | The Buzz on Maggie                             | Voces adicionales                                  |
| 2006          | The Emperor's New School                       | Pacha                                              |
| 2006          | Avatar: The Last Airbender                     | Yung                                               |
| 2005-2008     | Ben 10                                         | Varias voces                                       |
| 2007          | The Replacements                               | Venzor                                             |
| 2007          | Tim and Eric Awesome Show, Great Job!          | Anunciador                                         |
| 2007-2011     | Back at the Barnyard                           | Granjero                                           |
| 2008          | Camp Lazlo                                     | Oso                                                |
| 2008          | Making Fiends                                  | Toupee Fiend                                       |
| 2008-2009     | Wolverine and the X-Men                        | Bestia, Hulk, Juggernaut                           |
| 2008-2010     | The Secret Saturdays                           | Zon, Komodo, Munya                                 |
| 2009          | Random! Cartoons                               | Sr. Papier                                         |
| 2009          | Chowder                                        | Florentine, Pretzelface, Beardo, Norm, Tooth King  |
| 2009          | Uncharted: Eye of Indra                        | Daniel Pinkerton                                   |
| 2009          | The Marvelous Misadventures of Flapjack        | Voces adicionales                                  |
| 2009-2011     | The Cleveland Show                             | Vinnie, 8-bit Dustin Hoffman, Bill Cosby           |
| 2009-2013     | Phineas and Ferb                               | Hulk                                               |
| 2009-2016     | The Garfield Show                              | Voces adicionales                                  |
| 2010          | Hot Wheels Battle Force 5                      | Claw'Rok                                           |
| 2010          | Pound Puppies                                  | Voces adicionales                                  |
| 2010-2013     | Scooby-Doo! Mystery Incorporated               | Gluten Demon, A.J. Schwartz, Fright Hound, Phantom |
| 2010          | Adventure Time                                 | Mannish Man                                        |
| 2010-2011     | Ben 10: Ultimate Alien                         | Hammer, Quince, Strabismus, Robot Guard            |
| 2010-2011     | Generator Rex                                  | NoFace, Providence Tech                            |
| 2010-2012     | LEGO Hero Factory                              | Thunder, Drilldozer, Witch Doctor (Aldous Witch)   |
| 2010          | Sym-Bionic Titan                               | Realtor, Beast Soldier, Rebelde                    |
| 2010          | Planet Sheen                                   | Emperador                                          |
| 2010-2011     | Batman: The Brave and the Bold                 | Mutant Master, Arsenal, Sgt. Rock, Major Force     |
| 2010          | Fish Hooks                                     | Cabbie                                             |
| 2010-2012     | The Avengers: Earth's Mightiest Heroes         | Varias voces                                       |
| 2010-2012     | The Penguins of Madagascar                     | Gus                                                |
| 2010-2013     | Mad                                            | Varias voces                                       |
| 2011          | Dan Vs.                                        | Capitán Hippie                                     |
| 2011-2016     | Kung Fu Panda: Legends of Awesomeness          | Maestro Shifu                                      |
| 2011          | Star Wars: The Clone Wars                      | Roos Tarpals                                       |
| 2012-2015     | Gravity Falls                                  | Pituitor, Shapeshifter                             |
| 2012          | Thundercats                                    | Dobo, Tookit, Dog                                  |
| 2012          | Scooby-Doo! Haunted Holidays                   | Santa Claus                                        |
| 2012-2017     | Ultimate Spider-Man                            | Varias voces                                       |
| 2012          | Tron: Uprising                                 | Kevin Flynn / CLU                                  |
| 2012-2015     | Regular Show                                   | Muscle Dad, White Elephant                         |
| 2012          | Robot and Monster                              | Punch Morly                                        |
| 2012-2013     | Randy Cunningham: 9th Grade Ninja              | Sundown                                            |
| 2012          | Motorcity                                      | Antonio                                            |
| 2013          | Young Justice                                  | Deathstroke, Ubu                                   |
| 2013-2017     | Teenage Mutant Ninja Turtles                   | Varias voces                                       |
| 2013-2019     | Avengers Assemble                              | Varias voces                                       |
| 2013          | Sanjay and Craig                               | Barfy                                              |
| 2013-2014     | Monsters vs. Aliens                            | Vornicarn                                          |
| 2013-2014     | Mickey Mouse                                   | Voces adicionales                                  |
| 2013-2015     | Hulk and the Agents of S.M.A.S.H.              | Varias voces                                       |
| 2013-2016     | Wander Over Yonder                             | Varias voces                                       |
| 2013          | TripTank                                       | Voces adicionales                                  |
| 2014-2016     | Breadwinners                                   | Panadero                                           |
| 2014          | Mixels                                         | Varias voces                                       |
| 2014          | Turbo Fast                                     | Orangután                                          |
| 2014          | BoJack Horseman                                | Voces adicionales                                  |
| 2014-presente | Bubble Guppies                                 | Sr. Grouper                                        |
| 2014-2017     | Penn Zero: Part-Time Hero                      | Voces adicionales                                  |
| 2014          | We Wish You a Merry Walrus                     | Rockhopper                                         |
| 2015-2019     | Star vs. the Forces of Evil                    | Voces adicionales                                  |
| 2015          | Harvey Beaks                                   | Monster                                            |
| 2015          | Fresh Beat Band of Spies                       | Voces adicionales                                  |
| 2015-2016     | Pig Goat Banana Cricket                        | Voces adicionales                                  |
| 2015          | Club Penguin: Monster Beach Party              | Rockhopper                                         |
| 2015          | Vixen                                          | Voces adicionales                                  |
| 2015          | The Mr. Peabody & Sherman Show                 | Winston Churchill, Zeus                            |
| 2015-2020     | New Looney Tunes                               | Varias voces                                       |
| 2015-2016     | Be Cool, Scooby-Doo!                           | Varias voces                                       |
| 2015          | Club Penguin: Halloween Panic!                 | Blooky                                             |
| 2015          | Lego Marvel Super Heroes: Avengers Reassembled | Hulk                                               |
| 2016          | Bunnicula                                      | Fluffy                                             |
| 2016          | Star Wars Rebels                               | Varias voces                                       |
| 2016          | Transformers: Robots in Disguise               | Saberhorn                                          |
| 2016          | The Powerpuff Girls                            | Chef Schnitzel                                     |
| 2016          | The Loud House                                 | Bernie, Sergei, T-Bone                             |
| 2016-presente | Ask the StoryBots                              | Bang                                               |
| 2016          | Lego Star Wars: The Freemaker Adventures       | BL-0X                                              |
| 2016-2018     | Skylanders Academy                             | Varias voces                                       |
| 2016          | Ben 10                                         | Varias voces                                       |
| 2016-2018     | Trollhunters: Tales of Arcadia                 | AAARRRGGHH!!!, Bagdwella                           |
| 2017-presente | DuckTales                                      | Varias voces                                       |
| 2017-2020     | Marvel's Spider-Man                            | Varias voces                                       |
| 2018-2019     | 3Below: Tales of Arcadia                       | AAARRRGGHH!!!, Uhl, Neb, Magmatron                 |
| 2019          | SpongeBob SquarePants                          | Varias voces                                       |
| 2019          | The Epic Tales of Captain Underpants           | Varias voces                                       |
| 2019          | DC Super Hero Girls                            | Varias voces                                       |
| 2019          | Costume Quest                                  | Norm                                               |
| 2019          | Love, Death & Robots                           | Flynn / Conde Drácula                              |
| 2019          | Amphibia                                       | Soggy Joe                                          |
| 2019          | Young Justice: Outsiders                       | Deathstroke, Metamorpho                            |
| 2019          | Victor and Valentino                           | Chupa                                              |
| 2019          | The Casagrandes                                | Ninja                                              |
| 2019          | Carmen Sandiego                                | Sterling Sterling                                  |
| 2020-presente | Looney Tunes Cartoons                          | Varias voces                                       |
| 2020          | Wizards: Tales of Arcadia                      | AAARRRGGHH!!!                                      |
| 2020-presente | Star Trek: Lower Decks                         | Teniente Shaxs                                     |
| 2020          | Blood of Zeus                                  | Hades                                              |
| 2020          | Animaniacs                                     | Nils, Benedict                                     |
| 2020          | Bless the Harts                                | Henri Tomber                                       |
| 2020          | Teen Titans Go!                                | Baby Ear                                           |
| 2021          | Kid Cosmic                                     | Tuna Sandwich                                      |
| 2021          | Devil May Care                                 | Presidente McKinley                                |
| 2021          | Arcane                                         | Benzo                                              |
| 2021          | Moon Girl and Devil Dinosaur                   | Devil Dinosaur                                     |

### Cine
| Año  | Título                                              | Papel             |
| ---- | --------------------------------------------------- | ----------------- |
| 2004 | Team America: World Police                          | Samuel L. Jackson |
| 2005 | King Kong                                           | Kong              |
| 2005 | Curious George                                      | Voces adicionales |
| 2006 | The Wild                                            | Voces adicionales |
| 2006 | The Ant Bully                                       | Varias voces      |
| 2006 | Barnyard                                            | Granjero          |
| 2006 | Wrestlemaniac                                       | El Mascarado      |
| 2006 | Charlotte's Web                                     | Varias voces      |
| 2007 | Dead Silence                                        | Varias voces      |
| 2007 | TMNT                                                | General Gato      |
| 2007 | Meet the Robinsons                                  | Varias voces      |
| 2007 | Beowulf                                             | Varias voces      |
| 2007 | Enchanted                                           | Troll             |
| 2008 | The Spiderwick Chronicles                           | Varias voces      |
| 2008 | Madagascar 2: Escape de África                      | Varias voces      |
| 2009 | Arrástrame al infierno                              | Varias voces      |
| 2009 | 9                                                   | Varias voces      |
| 2009 | The Princess and the Frog                           | Varias voces      |
| 2010 | Alpha and Omega                                     | Garn              |
| 2010 | Tangled                                             | Varias voces      |
| 2011 | Sucker Punch                                        | Varias voces      |
| 2011 | Kung Fu Panda 2                                     | Varias voces      |
| 2012 | Wreck-It Ralph                                      | Varias voces      |
| 2013 | Jack the Giant Slayer                               | Varias voces      |
| 2013 | Star Trek Into Darkness                             | Varias voces      |
| 2013 | Planes                                              | Varias voces      |
| 2013 | Frozen                                              | Varias voces      |
| 2014 | Planes: Fire & Rescue                               | Varias voces      |
| 2014 | The Boxtrolls                                       | Clocks, Specs     |
| 2015 | Hotel Transylvania 2                                | Varias voces      |
| 2015 | The Laws of the Universe Part 0                     | Reptiliano, Marui |
| 2015 | Star Wars: Episodio VII - El despertar de la Fuerza | Varias voces      |
| 2016 | Kung Fu Panda 3                                     | Maestro Oso       |
| 2016 | El cazador y la reina del hielo                     | Mirror Man        |
| 2016 | The Angry Birds Movie                               | Monty Pig         |
| 2016 | Bilal: A New Breed of Hero                          | Monje, Al Siddiq  |
| 2016 | DC Super Hero Girls: Super Hero High                | Parademon         |
| 2016 | Batman: The Killing Joke                            | Varias voces      |
| 2016 | Moana                                               | Varias voces      |
| 2017 | Power Rangers                                       | Varias voces      |
| 2017 | Captain Underpants: The First Epic Movie            | Sr. Meaner        |
| 2017 | Transformers: el último caballero                   | Varias voces      |
| 2017 | Bobby's World: The Movie                            | Varias voces      |
| 2017 | The Nut Job 2: Nutty by Nature                      | Varias voces      |
| 2017 | Thor: Ragnarok                                      | Varias voces      |
| 2017 | The Star                                            | Varias voces      |
| 2018 | Hotel Transylvania 3: Summer Vacation               | Varias voces      |
| 2018 | Teen Titans Go! To the Movies                       | Jor-El            |
| 2019 | Hellboy                                             | Gigante           |
| 2019 | The Secret Life of Pets 2                           | Varias voces      |
| 2019 | Frozen II                                           | Varias voces      |
| 2020 | Scoob!                                              | Cerbero           |
| 2021 | Space Jam: A New Legacy                             | Varias voces      |